# Estadio 5 de julio de 1962

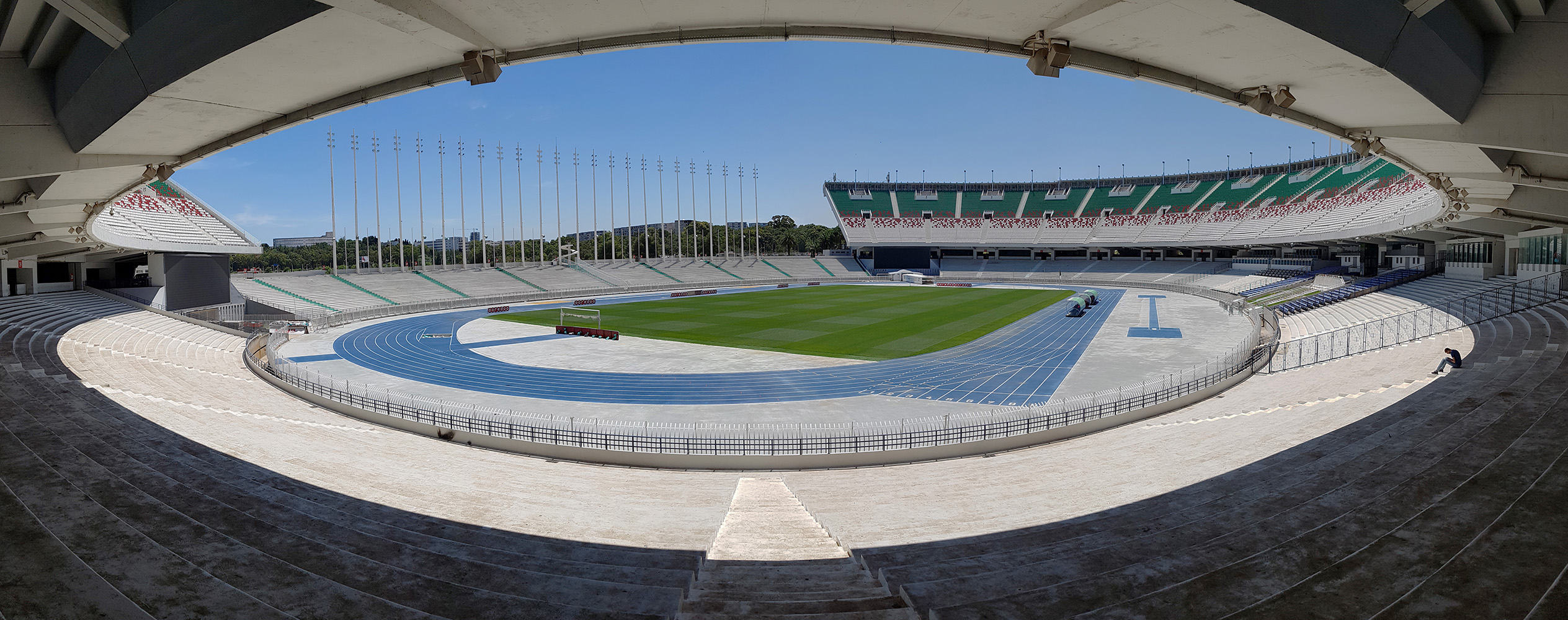
Panorámica del estadio.

El Stade du 5 Juillet 1962 (en español: Estadio 5 de julio de 1962, en árabe: ملعب 5 جويلية 1962), también conocido como Estadio El Djezair, es un estadio multiusos ubicado en la ciudad de Argel, capital de Argelia, su nombre hace referencia al 5 de julio de 1962 día de la Independencia de Argelia. El estadio fue inaugurado el 17 de junio de 1972 por el Presidente de Argelia Houari Boumédiène con una capacidad para 95 000 espectadores, es desde entonces el estadio oficial de la Selección de fútbol de Argelia, y el lugar de disputa de las finales de la Copa de Argelia. Desde 1984 alberga los juegos del Mouloudia Club d'Alger equipo del Campeonato Nacional de Primera División.
El estadio albergó los Juegos Mediterráneos de 1975, los Juegos Panafricanos de 1978, los Juegos Panarabicos 2004, y los Juegos Panafricanos de 2007. En 1990 fue uno de los dos estadios sedes de la Copa Africana de Naciones 1990 (el otro fue el Stade 19 Mai 1956 en Annaba), donde albergó 9 partidos del torneo, incluido el partido de la final entre Argelia y la Selección de Nigeria con triunfo del equipo local por 1-0, partido que tuvo una segunda asistencia récord de 105 302 espectadores. El récord de asistencia es de 110 000 espectadores en un partido amistoso entre Argelia y Serbia el 3 de marzo de 2010. Después de cumplir con las normas de seguridad vigentes de 1999, el estadio redujo su capacidad a 80.200, luego de una nueva fase de renovación en 2003, la capacidad del estadio se redujo aún más, a 64 000 personas. En enero de 2014, se anunció que el estadio sufrirá una importante remodelación a partir del verano de 2014. Esto se completó en junio de 2015. El estadio tiene desde entonces una capacidad para 75 000 espectadores.